# Rosanne Cash

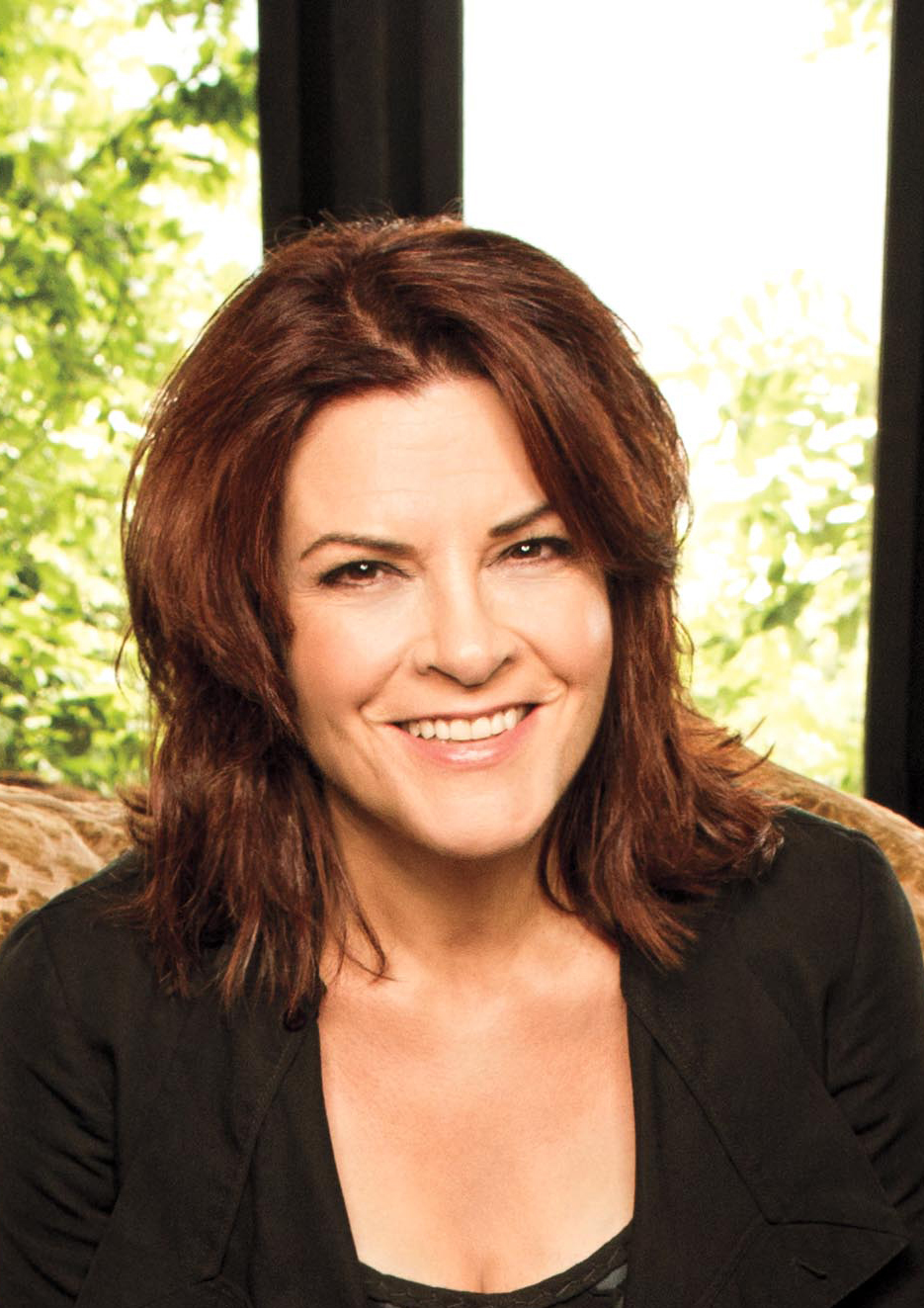
Rosanne Cash, 2012

Rosanne Cash (* 24. Mai 1955 in Memphis, Tennessee) ist eine US-amerikanische Country-Sängerin und Songschreiberin. Sie ist vor allem in ihrem Heimatland erfolgreich, wo sie in den 1980er Jahren elf Nummer-1-Singles in der Country-Hitparade hatte.

## Leben und Karriere

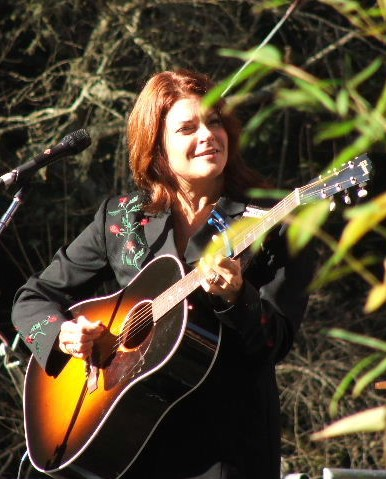
Rosanne Cash (2005)

Rosanne Cash ist die älteste der vier Töchter des Country-Sängers Johnny Cash und dessen erster Ehefrau Vivian Liberto. Nach der Scheidung ihrer Eltern lebte sie mit ihrer Mutter in Kalifornien. Im Anschluss an ihre Schulzeit schloss sie sich der Johnny Cash Road Show an, bei der sie drei Jahre als Backgroundsängerin arbeitete.
1975 verbrachte Rosanne Cash ein Jahr in London, wo sie im Büro von Columbia Records arbeitete, der Plattenfirma, die ihren Vater unter Vertrag hatte. Es folgten einige Semester Schauspielstudium an amerikanischen Universitäten und Instituten. 1978 produzierte sie in München für Ariola das Album Rosanne Cash. Ein Jahr später spielte sie das Album Right or Wrong für Columbia ein. Produzent war der Sänger/Songwriter Rodney Crowell, den sie wenig später heiratete und der auch ihre folgenden Alben produzierte.
War Right or Wrong einschließlich diverser Single-Auskopplungen nur durchschnittlich erfolgreich, erreichte Rosanne Cash 1981 mit Seven Year Ache ihren ersten Karrierehöhepunkt. Das Album wurde mit einer Goldenen Schallplatte ausgezeichnet, und alle drei Single-Auskopplungen schafften es an die Spitze der Country-Charts. Die zum großen Teil von Rosanne Cash geschriebenen Songs wurden zunehmend persönlicher und autobiographischer. Besonders deutlich wurde das bei dem von ihr selbst produzierten düsteren Album Interiors mit Songs wie On the Surface oder Mirror Image, das 1990 kurz vor der Trennung von ihrem Mann entstand. Im Oktober 1985 war sie neben Musikern wie Eric Clapton, Ringo Starr und George Harrison zu Gast bei Carl Perkins, der in London das Fernsehkonzert Blue Suede Shoes: A Rockabilly Session aufnahm.
Auch das nächste Album The Wheel aus dem Jahr 1993 hat ausgeprägt autobiographischen Charakter, auch hierfür schrieb sie die Songs selbst. Das pop-orientierte The Wheel mit den eingängigen Melodien und Arrangements wirkt optimistischer als sein Vorgänger. Johnny Cash sagte darüber: „Sollte es mich einmal auf eine einsame Insel verschlagen, und ich dürfte nur eine CD mitnehmen, ich würde Wheels auswählen.“ Seit 1995 ist sie mit dem amerikanischen Gitarristen und Produzenten John Leventhal verheiratet. 1996 veröffentlichte sie einen Band mit Kurzgeschichten. In dieser Zeit verlor sie infolge einer Krankheit vorübergehend die Stimme und musste deshalb die Arbeiten an der CD Rules of Travel unterbrechen, die erst 2003 in den Handel kam.
2006 erschien das Album Black Cadillac, das sie ihren Eltern sowie ihrer Stiefmutter June Carter Cash widmete, die alle seit Veröffentlichung ihrer letzten CD gestorben waren. In teilweise melancholischen Songs ließ sie, beginnend mit dem Tod ihres Vaters im Titeltrack, Erinnerungen und Szenen aus deren Leben Revue passieren, darunter die Zeit ihres Vaters als Militärfunker (Radio Operator), dessen Kennenlernen mit ihrer Mutter Vivian (I Was Watching You) und Johnny Cashs Wohnsitz mit seiner zweiten Frau June in Hendersonville (House on the Lake). Der letzte Titel der CD besteht aus 71 Sekunden Stille für ihre – beide im Alter von 71 Jahren verstorbenen – Eltern.
Ende 2009 veröffentlichte Cash ihr zwölftes Studioalbum The List. Nach ihren Angaben enthält es zwölf Titel aus einer von ihrem Vater Johnny Cash 1973 erstellten 100 Titel umfassenden Liste der wichtigsten Country-Songs. Sie erhielt diese Aufstellung zu ihrem 18. Geburtstag. Das Album enthält ausschließlich Cover-Versionen, unter anderem von Bruce Springsteen, der Carter Family, Merle Haggard und Bob Dylan. Als Gastmusiker sind unter anderem Rufus Wainwright, Jeff Tweedy, Bruce Springsteen und Elvis Costello zu hören. 2012 wurde der Song Land of Dreams mit Los Lobos und Bebel Gilberto veröffentlicht.
Rosanne Cash spielt bevorzugt Westerngitarren der Hersteller Gibson und C. F. Martin.

## Diskografie
Sämtliche Aufnahmen erschienen, sofern nicht anders angegeben, bei Columbia Records.

### Alben
| Jahr | Titel                    | Höchstplatzierung, Gesamtwochen, AuszeichnungChartplatzierungen (Jahr, Titel, Platzierungen, Wochen, Auszeichnungen, Anmerkungen) | Höchstplatzierung, Gesamtwochen, AuszeichnungChartplatzierungen (Jahr, Titel, Platzierungen, Wochen, Auszeichnungen, Anmerkungen) | Höchstplatzierung, Gesamtwochen, AuszeichnungChartplatzierungen (Jahr, Titel, Platzierungen, Wochen, Auszeichnungen, Anmerkungen) | Höchstplatzierung, Gesamtwochen, AuszeichnungChartplatzierungen (Jahr, Titel, Platzierungen, Wochen, Auszeichnungen, Anmerkungen) | Anmerkungen   |
| Jahr | Titel                    | DE | UK | US | Country | Anmerkungen   |
| ---- | ------------------------ | --- | --- | --- | --- | ------------- |
| 1979 | Right or Wrong           | — | — | — | Country42 (16 Wo.)Country |               |
| 1981 | Seven Year Ache          | — | — | US26 Gold · (32 Wo.)US | Country1 (80 Wo.)Country |               |
| 1982 | Somewhere in the Stars   | — | — | US76 (12 Wo.)US | Country6 (49 Wo.)Country |               |
| 1985 | Rhythm & Romance         | — | — | US101 (21 Wo.)US | Country1 (72 Wo.)Country |               |
| 1987 | King’s Record Shop       | — | — | US138 Gold · (20 Wo.)US | Country6 (103 Wo.)Country |               |
| 1990 | Interiors                | — | — | US175 (4 Wo.)US | Country23 (28 Wo.)Country |               |
| 1993 | The Wheel                | — | — | US160 (2 Wo.)US | Country37 (9 Wo.)Country |               |
| 2003 | Rules of Travel          | — | — | US130 (3 Wo.)US | Country16 (17 Wo.)Country | Capitol       |
| 2006 | Black Cadillac           | — | — | US78 (8 Wo.)US | Country18 (19 Wo.)Country | Capitol       |
| 2009 | The List                 | DE88 (3 Wo.)DE | — | US22 (16 Wo.)US | Country5 (56 Wo.)Country | Manhattan EMI |
| 2014 | The River & the Thread   | — | UK25 (3 Wo.)UK | US11 (9 Wo.)US | Country2 (18 Wo.)Country | Blue Note     |
| 2018 | She Remembers Everything | — | — | US172 (1 Wo.)US | Country16 (1 Wo.)Country | Blue Note     |

Weitere Alben
- 1978: Rosanne Cash (Ariola)
- 1993: The Wheel
- 1996: 10 Song Demo (Capitol)

### Kompilationen
| Jahr | Titel                      | Höchstplatzierung, Gesamtwochen, AuszeichnungChartplatzierungen (Jahr, Titel, Platzierungen, Wochen, Auszeichnungen, Anmerkungen) | Höchstplatzierung, Gesamtwochen, AuszeichnungChartplatzierungen (Jahr, Titel, Platzierungen, Wochen, Auszeichnungen, Anmerkungen) | Höchstplatzierung, Gesamtwochen, AuszeichnungChartplatzierungen (Jahr, Titel, Platzierungen, Wochen, Auszeichnungen, Anmerkungen) | Höchstplatzierung, Gesamtwochen, AuszeichnungChartplatzierungen (Jahr, Titel, Platzierungen, Wochen, Auszeichnungen, Anmerkungen) | Anmerkungen |
| Jahr | Titel                      | DE | UK | US | Country | Anmerkungen |
| ---- | -------------------------- | --- | --- | --- | --- | ----------- |
| 1989 | Hits 1979–1989             | — | — | US152 Gold · (7 Wo.)US | Country8 (52 Wo.)Country |             |
| 2011 | The Essential Rosanne Cash | — | — | — | Country64 (1 Wo.)Country |             |

Weitere Kompilationen
- 1995: Retrospective
- 1996: The Country Side
- 1998: Super Hits
- 2005: Blue Moons and Broken Hearts: The Anthology 1979-1996
- 2005: The Very Best of Rosanne Cash

### Singles
| Jahr | Titel Album                                         | Höchstplatzierung, Gesamtwochen, AuszeichnungChartplatzierungen (Jahr, Titel, Album, Platzierungen, Wochen, Auszeichnungen, Anmerkungen) | Höchstplatzierung, Gesamtwochen, AuszeichnungChartplatzierungen (Jahr, Titel, Album, Platzierungen, Wochen, Auszeichnungen, Anmerkungen) | Anmerkungen    |
| Jahr | Titel Album                                         | US | Country | Anmerkungen    |
| ---- | --------------------------------------------------- | --- | --- | -------------- |
| 1979 | No Memories Hangin’ Round Right or Wrong            | — | Country17 (12 Wo.)Country | mit Bobby Bare |
| 1980 | Couldn’t Do Nothin’ Right Right or Wrong            | — | Country15 (13 Wo.)Country |                |
| 1980 | Take Me, Take Me Right or Wrong                     | — | Country25 (12 Wo.)Country |                |
| 1981 | Seven Year Ache                                     | US22 (20 Wo.)US | Country1 (19 Wo.)Country |                |
| 1981 | My Baby Thinks He’s a Train Seven Year Ache         | — | Country1 (16 Wo.)Country |                |
| 1981 | Blue Moon with Heartache Seven Year Ache            | — | Country1 (18 Wo.)Country |                |
| 1982 | Ain’t No Money Somewhere in the Stars               | — | Country4 (18 Wo.)Country |                |
| 1982 | I Wonder Somewhere in the Stars                     | — | Country8 (20 Wo.)Country |                |
| 1983 | It Hasn’t Happened Yet Somewhere in the Stars       | — | Country14 (15 Wo.)Country |                |
| 1985 | I Don’t Know Why You Don’t Want Me Rhythm & Romance | — | Country1 (24 Wo.)Country |                |
| 1985 | Never Be You Rhythm & Romance                       | — | Country1 (24 Wo.)Country |                |
| 1986 | Hold On Rhythm & Romance                            | — | Country5 (22 Wo.)Country |                |
| 1986 | Second to No One Rhythm & Romance                   | — | Country5 (20 Wo.)Country |                |
| 1987 | The Way We Make a Broken Heart King’s Record Shop   | — | Country1 (23 Wo.)Country |                |
| 1987 | Tennessee Flat Top Box King’s Record Shop           | — | Country1 (22 Wo.)Country |                |
| 1988 | If You Change Your Mind King’s Record Shop          | — | Country1 (22 Wo.)Country |                |
| 1988 | Runaway Train King’s Record Shop                    | — | Country1 (23 Wo.)Country |                |
| 1989 | I Don’t Want to Spoil the Party Hits 1979–1989      | — | Country1 (21 Wo.)Country |                |
| 1989 | Black and White Hits 1979–1989                      | — | Country37 (11 Wo.)Country |                |
| 1990 | What We Really Want Interiors                       | — | Country39 (11 Wo.)Country |                |
| 1991 | On the Surface Interiors                            | — | Country69 (1 Wo.)Country |                |

Weitere Singles
- 1978: So Fine
- 1978: Thoughts from a Train
- 1991: Real Woman
- 1993: Seventh Avenue
- 1993: The Wheel
- 2003: Rules of Travel
- 2003: September When It Comes (mit Johnny Cash)
- 2005: Black Cadillac
- 2006: House on the Lake
- 2006: Radio Operator
- 2009: Sea of Heartbreak (feat. Bruce Springsteen)
- 2012: Land of Dreams (mit Los Lobos und Bebel Gilberto)
- 2013: Modern Blue
- 2014: The Sunken Lands
- 2018: The Walking Wounded

### Gastbeiträge
| Jahr | Titel Album                                                    | Höchstplatzierung, Gesamtwochen, AuszeichnungChartsChartplatzierungen (Jahr, Titel, Album, Platzierungen, Wochen, Auszeichnungen, Anmerkungen) | Anmerkungen                             |
| Jahr | Titel Album                                                    | Country | Anmerkungen                             |
| ---- | -------------------------------------------------------------- | --- | --------------------------------------- |
| 1985 | If It Weren’t for Him The Things That Matter                   | Country10 (18 Wo.)Country | mit Vince Gill                          |
| 1988 | It’s Such a Small World Diamonds & Dirt                        | Country1 (23 Wo.)Country | mit Rodney Crowell                      |
| 1989 | Ballad of a Teenage Queen Water from the Wells of Home         | Country45 (9 Wo.)Country | mit Johnny Cash & The Everly Brothers   |
| 1990 | One Step Over the Line Will the Circle Be Unbroken: Volume Two | Country63 (6 Wo.)Country | mit Nitty Gritty Dirt Band & John Hiatt |

### Videoalben
- 1991: Interiors Live

### Publikationen
- Bodies of Water. Hyperion, New York 1996, ISBN 0-7868-6083-9.
- mit G. Brian Karas (Illustrationen): Penelope Jane: a Fairy’s Tale. Joanna Cotler Books, New York 2000, ISBN 0-06-027543-X.
- Herausgeberin: Songs without Rhyme: Prose by Celebrated Songwriters. Hyperion, New York 2001, ISBN 0-7868-6277-7.

## Auszeichnungen (Auswahl)
- 1985: Grammy für die beste weibliche Country-Gesangsdarbietung
- 2015: drei Grammys im Bereich American Roots für das Album The River & the Thread und den Song A Feather’s Not a Bird